# 10656 Albrecht
Albrecht (asteróide 10656) é um asteróide da cintura principal, a 2,8929252 UA. Possui uma excentricidade de 0,0881796 e um período orbital de 2 064,13 dias (5,65 anos).
Albrecht tem uma velocidade orbital média de 16,72163693 km/s e uma inclinação de 8,51189º.
Este asteróide foi descoberto em 25 de Março de 1971 por Cornelis van Houten, Ingrid van Houten-Groeneveld.